# Michael Froman
Michael B. Froman (sinh ngày 20 tháng 8 năm 1962)   là một luật sư người Mỹ từng là Đại diện Thương mại Hoa Kỳ từ năm 2013 đến năm 2017. Ông là Trợ lý Tổng thống Hoa Kỳ và Cố vấn An ninh Quốc gia về các vấn đề kinh tế quốc tế, một vị trí được tổ chức chung tại Hội đồng an ninh quốc gia và Hội đồng kinh tế quốc gia. Ở vị trí đó, ông là  sherpa của Hoa Kỳ cho các hội nghị cấp cao về quyền lực kinh tế của G7, G8, và G20. ] Vào ngày 2 tháng 5 năm 2013, Tổng thống Barack Obama đã đề cử ông kế nhiệm Đại sứ Ron Kirk giữ chức Đại diện Thương mại Hoa Kỳ. Ông được xác nhận chức vụ này vào ngày 19 tháng 6 năm 2013.

## Tiểu sử
Froman lớn lên trong một gia đình Do Thái  ở San Rafael và tốt nghiệp từ Trường Branson. Khi còn là một thiếu niên, Froman đã hoạt động trong Tổ chức Thanh niên B'nai B'rith, làm Chủ tịch Quốc tế lần thứ 56 vào năm 1980. Sau đó, ông đã phát biểu tại Hội nghị Quốc tế BBYO ở Washington, DC vào tháng 2 năm 2013.  Froman nhận được A.B.  trong các vấn đề công cộng và quốc tế từ trường Woodrow Wilson thuộc trường đại học Princeton với một luận án cao cấp mang tên Đàm phán từ sức mạnh: Nguyên tắc quyền lực trong kiểm soát vũ khí Xô-viết   năm 1985, DPhil trong Quan hệ quốc tế có tựa đề Phát triển ý tưởng giải tán trong diễn ngôn chính trị Mỹ, 1952-1985, được giám sát bởi Sir Michael Howard,  từ trường St Antony's College, Oxford năm 1988 và JD từ trường Luật Harvard, nơi ông là bạn cùng lớp của Barack Obama,  và cũng là nơi ông là một cộng tác viên của Obama trên Tạp chí Luật Harvard.